# Новобачатское сельское поселение
Новобача́тское се́льское поселе́ние — упразднённое муниципальное образование в составе Беловского района Кемеровской области. Административный центр — село Новобачаты.
С 1 июня 2021 года упразднено в связи с преобразованием муниципального района в муниципальный округ.

## История
Новобачатское сельское поселение образовано 17 декабря 2004 года в соответствии с Законом Кемеровской области № 104-ОЗ.

## Население
| 2010  | 2011  | 2012  | 2013  | 2014  | 2015  | 2016  |
| ----- | ----- | ----- | ----- | ----- | ----- | ----- |
| 1555  | ↘1554 | ↘1512 | ↘1471 | ↘1425 | ↗1437 | ↘1430 |
| 2017  | 2018  | 2019  | 2020  | 2021  |       |       |
| ↘1388 | ↘1324 | ↘1305 | ↘1254 | ↘1151 |       |       |

## Состав сельского поселения
В состав сельского поселения входят 2 населённых пункта:
| № | Населённый пункт | Тип населённого пункта       | Население |
| - | ---------------- | ---------------------------- | --------- |
| 1 | Имени Ильича     | посёлок при станции          | 213       |
| 2 | Новобачаты       | село, административный центр | 1342      |